# Elly Ameling
Elly Ameling, właśc. Elisabeth Sara Ameling (ur. 8 lutego 1933 w Rotterdamie) – holenderska śpiewaczka, sopran.

## Życiorys
Studiowała w Rotterdamie i Hadze, a także w Pradze i Wiedniu. Następnie kontynuowała studia w Paryżu u Pierre’a Bernaca. Zwyciężyła w konkursach wokalnych w ’s-Hertogenbosch (1956) i Genewie (1958). W 1959 roku wzięła udział w prawykonaniu oratorium Le mystère de la Nativité Franka Martina pod batutą Ernesta Ansermeta. W 1960 roku na festiwalu w Salzburgu zaśpiewała partię sopranu w IV Symfonii Gustava Mahlera pod batutą Rafaela Kubelíka. W 1961 roku w Amsterdamie dała swój pierwszy recital. W 1966 roku debiutowała w Londynie, a w 1968 roku w Nowym Jorku. Jako śpiewaczka operowa debiutowała w 1973 roku w Amsterdamie rolą Ilii w Idomeneuszu, królu Krety W.A. Mozarta. W 1995 roku przeszła na emeryturę.
Prezentowała rozległy i różnorodny repertuar, zasłynęła zwłaszcza jako wykonawczyni utworów J.S. Bacha oraz partii sopranowych z oper W.A. Mozarta. Wykonywała też repertuar pieśniowy i kantatowy. Nagrywała płyty dla wytwórni Decca, Deutsche Grammophon, EMI, Philips Records, Hyperion Records, Harmonia Mundi. Ufundowała nagrodę swojego imienia dla młodych śpiewaków występujących w Międzynarodowym Konkursie Wokalnym w ’s-Hertogenbosch.
Odznaczona została krzyżem kawalerskim Orderu Oranje-Nassau (1971) oraz krzyżem kawalerskim Orderu Lwa Niderlandzkiego (2008).